# Bubble Bobble Part 2
Bubble Bobble Part 2 (яп. バブルボブル2) - игра из серии игр Bubble Bobble. Она не была выпущена в аркадной версии, однако были независимо друг от друга разработаны две версии игры (для NES и Game Boy), из-за чего они получили разные сюжетные линии. Game Boy версия известна в Японии, как Bubble Bobble Junior (яп. バブルボブルジュニア).

## Сюжет
NES-версия имеет много несостыковок в сюжете. 
На задней стороне коробки сказано, что главные герои NES-версии - Cubby и Rubby, являющиеся потомками Bubby и Bobby, известных из Bubble Bobble. Однако в руководстве говорится, что главные герои - Bubby и Bobby. 
Judy и Bubby сидели в парке. Вдруг, один из Братьев-Черепов посадил Judy в пузырь и поднял Judy и Bubby в воздух. Bubby превратился в дракона, пускающего пузыри, и отправился спасать девушку. Однако, согласно руководству, Judy является не девушкой Bubby, а подругой Bubby и Bobby, которую в режиме на двоих они должны спасти.
В Game Boy-версии персонаж по имени Robby должен спасти людей из деревни, которая была захвачена Злым Королём - Великолепным Черепом(Злым Королём - Великолепным Skall, согласно заставке).

## Геймплей
Как для NES-версии, так и для Game Boy-версии геймплей остаётся практически неизменным по сравнению с другими играм серии. Однако, игрок может забираться на более высокие платформы удерживая кнопку B на геймпаде. В NES-версии теперь 2 игрока играют на разных уровнях, а не на одном одновременно, как было в большинстве других игр серии.
Только в NES-версии есть три бонусные игры, которые находятся за определённой дверью или после прохождения босса.